# Serge Lenoir
Pour les articles homonymes, voir Lenoir.
Serge Lenoir, né le 20 février 1947 à Corseul (Côtes-d'Armor, Bretagne), est un footballeur français. Il évolue au poste d'attaquant, principalement dans les années 1970.

## Biographie
Il évolue au Stade rennais, au SC Bastia et au Stade brestois. 
Il dispute 290 matchs en Division 1 et inscrit 76 buts dans ce championnat.
Lors de son passage en Corse, il joue à plusieurs postes (ailier, milieu défensif, offensif) dont une fois en tant que gardien de but (contre Sochaux) en remplacement de Gérard Gili.

## Carrière
- 1968-1972 :  Stade rennais
- 1972-1976 :  SC Bastia
- 1976-1980 :  Stade brestois[1]

## Palmarès
- 3 sélections en équipe de France espoirs en 1971
- Vainqueur de la Coupe de France en 1971 avec le Stade rennais
- Vainqueur du Challenge des Champions en 1971 avec le Stade rennais et 1972 avec le SC Bastia